# Lantaka
La lantaka (chiamata rentaka in malese) è un'arma d'artiglieria che era montata sulle navi mercantili che viaggiavano nel mar di Cina e nell'arcipelago malese, particolarmente durante l'epoca del sud-est asiatico precoloniale. Era un piccolo archibusone o colubrina realizzata in bronzo od ottone.

## Etimologia
Lantákà è un termine tagalog, mutuato dal malese rentaka o rantáka; è stata ipotizzata una connessione etimologica all'arabo aalat-al-įntiqaaq, cioè "dispositivo esplosivo" o "dispositivo da fuoco"). Gli abitanti musulmani della regione chiamano queste armi mirem.

## Descrizione

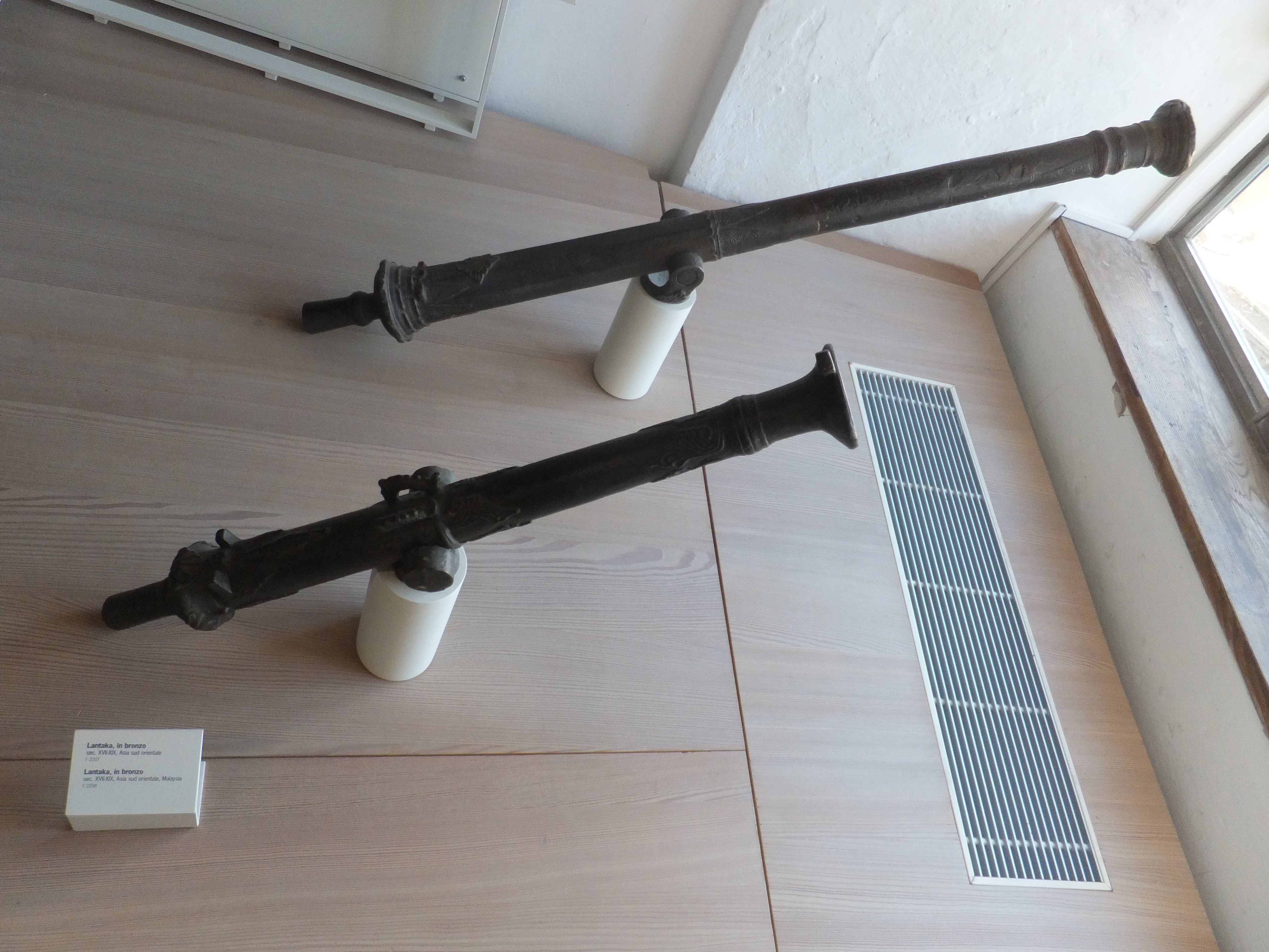
Due lantaka esposte al Museo storico italiano della guerra di Rovereto

La lantaka è un tipo di piccolo archibusone o colubrina realizzata in bronzo (od ottone), pesante meno di 90 kg e lunga da 50 cm fino a circa 2 metri, che poteva sparare proiettili da due etti. Per il suo uso in nautica, veniva generalmente montata su un perno girevole fissato alla nave (in genere a tribordo e a poppa), ma poteva anche essere portata a braccio. È basata sullo schioppo, di cui mantiene l'otturatore, rimpiazzando però le torce e i ferri roventi utilizzati per accenderlo con uno stoppino.
Le più piccole non erano realmente usate in battaglia, quanto più per salve di saluto, per il risparmio di polvere da sparo rispetto ai pezzi più grossi. Frequentemente le lantaka vengono decorate con simboli e parole (differenti a seconda degli utilizzatori, ad esempio cinesi, spagnoli, portoghesi, olandesi o arabi).

## Storia

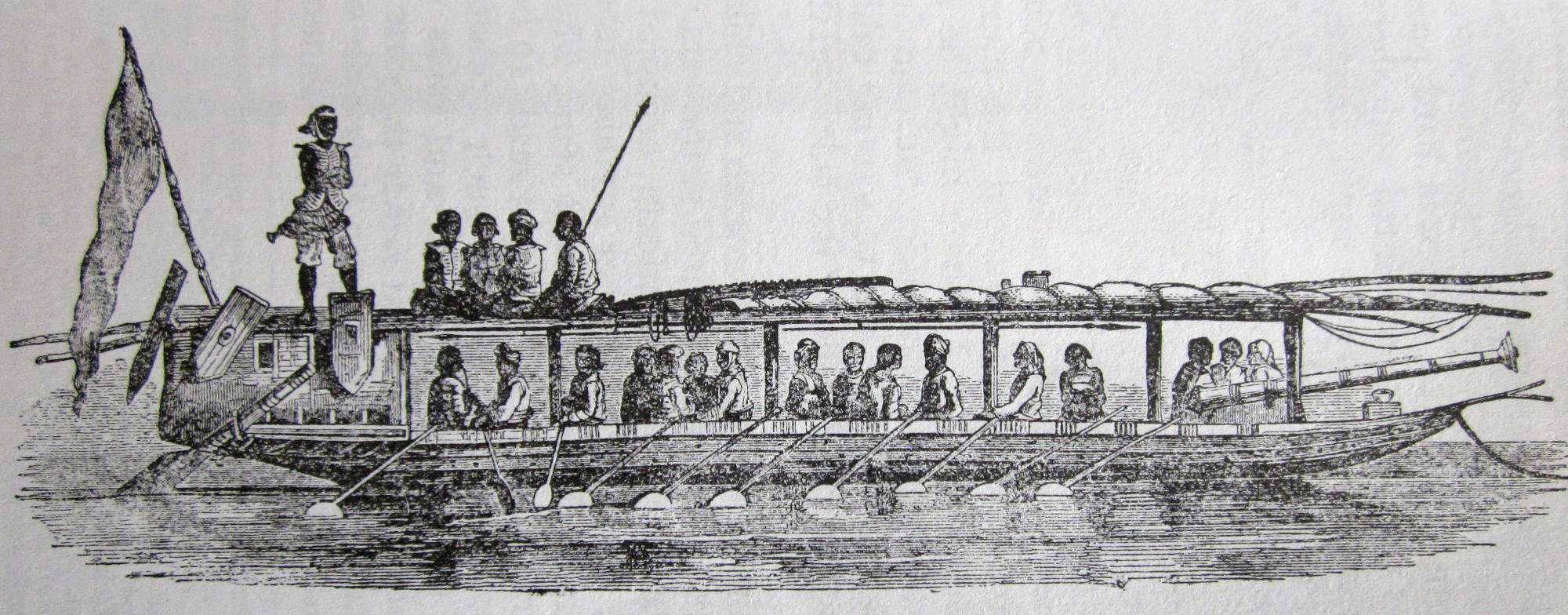
Una lantaka montata a prua di una barca da guerra Illanun (da Borneo and the Indian Archipelago, di Frank Marryat, 1848)

Le lantaka erano già in uso nell'area malese prima dell'arrivo degli spagnoli che le trovarono già montate nei forti delle Filippine, dove erano giunte probabilmente dal Borneo. Secondo alcune fonti, le lantaka vennero sviluppate in Europa intorno al 1450, e introdotto nelle Indie dagli ottomani e dai mamelucchi durante la loro permanenza lì nel XV secolo, diffondendosi in tutta l'Asia nel secolo successivo; altre fonti affermano invece che fossero prodotte in fonderie locali già nel XIII e XIV secolo. 
La produzione di queste armi era concentrata a Mindanao, Borneo, Sumatra e Giava, ma esemplari erano prodotti anche in Europa, specie in Spagna, Portogallo e Paesi Bassi, per essere scambiati con le spezie; particolarmente note furono le lantaka realizzate da Panday Pira, che Rajah Sulayman utilizzò per difendere Manila dagli attacchi degli spagnoli. A Mindanao, le lantaka sono state prodotte per secoli, e sono state utilizzate dai Moro fino al XX secolo, anche durante la ribellione contro gli Stati Uniti, per poi essere accantonate in favore delle più moderne armi da fuoco.